# Зијан
Зијан је македонски рок бенд из Ђевђелије. Стил групе карактерише комбинација рока са елементима етно музике.

## Историја
Њихови почеци датирају из 1978. године под називом Трећа смена, а бенд је убрзо променио име у Зијан. Први наступ имали су 1981. године у Скопљу као предгрупа бенда Видеосекс (Videosex). Освојили су прво место на гитаријади у Зајечару, успевају да сниме свој први демо албум у Београду. Од тада, група је почела да свира по Македонији и у другим републикама бивше Југославије, песме бенда су пуштане на радио станицама.
Године 1991, група је објавила први албум „Низводно“, снимљен је у студију македонске телевизије (Студио М-2).
Аутор музике и текстова групе Зијан је Коце Динев. Једна од најпознатијих њихових песама је „Пушти коси“, која је класичан пример са мотивима фолклора у рок музици. Обрадили су македонску народну песму „Стамена“. Друге њихове популарне песме су: „Остани“, „Што ќе ми си“, „Каде сте ангели“, „Елизабет“. У различито време са групом су снимали: Стево Стојковски - гајде, Валентино Скендеровски - клавијатуре, Вера Јанковић - вокал. Добитници су златне плакете града Ђевђелије.

## Чланови
- Ацо Митров — гитара, вокал;
- Ице Корнаков — клавијатуре;
- Коце Динев — бас-гитара, вокал;
- Јане Динев — бубањ;
- Кирил Зарлинов — клавијатуре.